# Mihran
Mihran, egentligen Mihran Kirakosian, född 25 januari 1985 i Jerevan, är en armenisk sångare, dansare och koreograf.
Mihran deltog i den armeniska uttagningen till Eurovision Song Contest för första gången år 2010. Då slutade han, tillsammans med Emma Bedzjanjan på andra plats med låten Hey, efter Eva Rivas som fick representera Armenien i tävlingen. År 2011 valdes Emma Bedzjanjan internt till att representera landet vid Eurovision Song Contest 2011 i Düsseldorf, Tyskland. Den 20 januari spreds rykten om att Mihran skulle komma att vara med i tävlingen. Ryktet avfärdades dock senare av både Emmy själv och Armeniens delegationschef Gohar Gasparjan.

### Fotnoter
1. ↑  Jiandani, Sanjay (20 januari 2011). ”Armenia: Emmy to perform with Mihran”. esctoday. Arkiverad från originalet den 22 januari 2011. https://web.archive.org/web/20110122063308/http://www.esctoday.com/news/read/16516. (engelska)
2. ↑  Hondal, Victor (25 januari 2011). ”http://www.esctoday.com/news/read/16568”. esctoday. Arkiverad från originalet den 28 januari 2011. https://web.archive.org/web/20110128224514/http://www.esctoday.com/news/read/16568. (engelska)